# Rund um den Magdeburger Dom

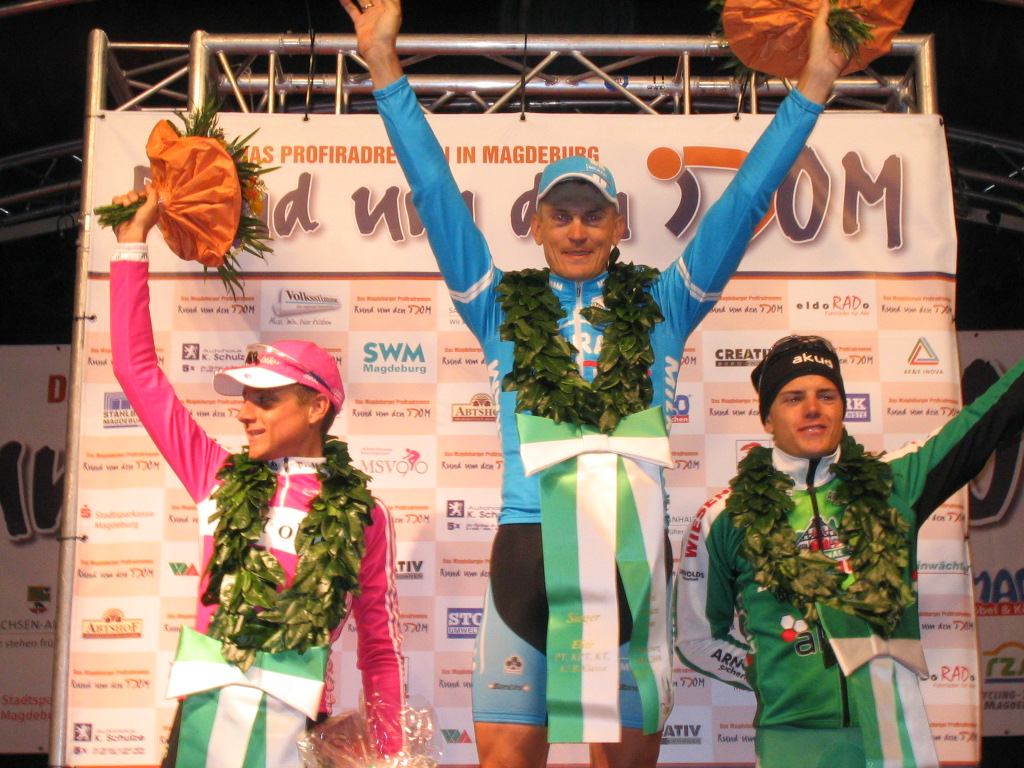
Sieger des Kriteriums 2006

Rund um den Magdeburger Dom ist ein Radkriterium.
Das erste Rundstreckenrennen in Magdeburg fand 1935 statt. 1959 wurde das Kriterium durch die Teilnahme des ehemaligen Radweltmeisters Gustav-Adolf „Täve“ Schur zu einem Besuchermagneten, denn das Regenbogentrikot lockte um die 50.000 Zuschauer an die Strecke. Nach der Veranstaltung vom 3. Oktober 1990 pausierte das traditionsreiche Rennen und wurde erst am 8. September 2006 wieder ausgetragen.
In den Jahren 2008 bis 2011 wurde die Austragung wegen fehlender Sponsorengelder nicht durchgeführt.
2012 fand das Rennen am 24. August wieder statt.

## Siegerliste
| Jahr | Name             | Team           |
| ---- | ---------------- | -------------- |
| 2006 | Ralf Grabsch     | Team Milram    |
| 2007 | Steffen Wesemann | Wiesenhof-Felt |
| 2012 | Danilo Hondo     | Lampre-ISD     |